# Weddells aratinga
De Weddells aratinga (Aratinga weddellii) is een vogel uit de familie Psittacidae (papegaaien van Afrika en de Nieuwe Wereld). De vogel is genoemd naar botanicus Hugh Algernon Weddell.

## Verspreiding en leefgebied
Deze soort komt voor van Colombia tot Bolivia.

## Status
De grootte van de populatie is niet gekwantificeerd maar de soort wordt omschreven als algemeen. Op de Rode lijst van de IUCN heeft deze soort de status niet bedreigd.